# Arion vulgaris

La babosa española (Arion vulgaris) es una especie de la familia Arionidae originario de la zona norte de la Península Ibérica.La babosa española es hermafrodita. En la foto, ambos individuos se fecundan mutuamente y luego ponen huevos.

La babosa española (Arion vulgaris (Moquin-Tandon, 1855) o Arion lusitanicus (Mabille, 1868)) es una especie de molusco gasterópodo de la familia Arionidae.

## Descripción
Arion vulgaris es de color marrón, marrón-rojizo o naranja brillante. Su coloración puede cambiar, pero no dentro de una misma población. Mide entre 7 y 15 cm y se alimenta de una gran variedad de plantas, materia orgánica y cadáveres de animales.

## Comportamiento
Es hermafrodita. Puede poner hasta cuatro centenares de huevos por cada puesta, que generalmente en una sola al año (raramente dos), en otoño. Las babosas juveniles alcanzan la madurez al año de nacer. Es más veloz que otras babosas y puede alcanzar 5-9 metros por hora.

## Distribución y hábitat
Su distribución original no se conoce exactamente, aunque generalmente se ha atribuido su procedencia en la península ibérica y Francia, lo que explica su nombre vulgar (babosa española). Aunque el proyecto europeo DAISIE lo incluye en su lista de los 100 especias invasoras, su estatus de especie invasora se ha puesto en duda por estudios genéticos más recientes. Podría tratarse de una especie indígena en Europa central que comenzó a proliferar por razones aún desconocidas. Sea invasora o no, es una plaga en la horticultura que actualmente se encuentra en la mayoría del continente.
El alcance de su distribución es cada vez mayor, tanto en número como en extensión y altitud. A partir de 1998 había sido detectado en Estados Unidos y, aunque se había encontrado en partes de Rusia, en 2019 fue detectado en Moscú.

## Control de plagas
El principal control es la prevención para la inspección y la limpieza de plantas importadas y de sus embalajes. El control mecánico se puede hacer con trampas y vallas especiales, o bien la recolección manual. El control químico se puede hacer con plaguicidas como metaldehido y carbamatos. Para el control biológico se utiliza su enemigo natural Phasmarhabditis hermaphrodita.